# Isla del Ruiseñor
La isla del Ruiseñor (en inglés, Nightingale Island) es una isla en el océano Atlántico Sur, es parte de las islas Ruiseñor. El Reino Unido administra la isla como parte del territorio británico de ultramar de Santa Elena, Ascensión y Tristán de Acuña.
Forma parte del grupo de las islas Ruiseñor, que incluye también a las islas Middle y Stoltenhoff. Todas estas islas están deshabitadas, pero son visitadas con regularidad por científicos e investigadores.